# Aihan Omer
Aihan Omer (n. 27 iunie 1960, Constanța, România) este un fost jucător de handbal român de origine tătară. Acesta a activat   ca antrenor al Echipei naționale de handbal masculin.In prezent este antrenor la clubul său “HCO”,anul acesta 2023, câștigând titlul de campioană a României la Juniori 4